# Eoophyla discalis
Eoophyla discalis là một loài bướm đêm trong họ Crambidae.